# Division 1 2016-2017 (pallacanestro femminile)
Il campionato belga di pallacanestro femminile 2016-2017 è stato il 78º.
Il Castors Braine ha vinto il campionato per la quarta volta superando nella finale play-off il Kangoeroes Basket Willebroek per 2-0.

## Regolamento
Le squadre classificate dal primo all'ottavo posto al termine della regular season si qualificano ai play-off per l'assegnazione del titolo di campione del Belgio.
Le squadre classificate dal nono al dodicesimo posto disputano i play-out. Le ultime due retrocedono in seconda serie.

## Squadre partecipanti
Il campionato ritorna a 12 squadre con l'aggiunta della neo-promossa Upkot Sparta Laarne.
- Castors Braine, detentore
- Kang. Willebroek, finalista
- BBC Sint-Katelijne-Waver
- Namur Capitale
- Panthers Liegi
- Declercq Stortbeton Waregem
- Spirou Ladies Charleroi
- Dynamite Deerlijk
- BBC Jeugd Gentson
- KBBC Upkot Sparta Laarne
- DBC Houthalen
- KB Oostende Bredene

## Stagione regolare

### Classifica
|  | Pos. | Squadra                             | Pt. | G  | V  | P  | PtF  | PtS  | Dif.  | DPsc | Qualif.     |
|  | ---- | ----------------------------------- | --- | -- | -- | -- | ---- | ---- | ----- | ---- | ----------- |
|  | 1.   | Mithra Castors Braine               | 66  | 22 | 22 | 0  | 2148 | 1140 | +1008 |      | ai play-off |
|  | 2.   | Declercq Stortbeton Waregem         | 60  | 22 | 19 | 3  | 1825 | 1353 | +472  |      | ai play-off |
|  | 3.   | Kangoeroes Basket Willebroek        | 56  | 22 | 17 | 5  | 1667 | 1453 | +214  |      | ai play-off |
|  | 4.   | BBC Sint-Katelijne-Waver            | 54  | 22 | 16 | 6  | 1629 | 1300 | +329  |      | ai play-off |
|  | 5.   | Belfius Namur Capitale              | 52  | 22 | 15 | 7  | 1440 | 1297 | +143  |      | ai play-off |
|  | 6.   | Liège Panthers                      | 46  | 22 | 12 | 10 | 1396 | 1377 | +19   |      | ai play-off |
|  | 7.   | Dynamite Deerlijk                   | 40  | 22 | 9  | 13 | 1452 | 1624 | -172  |      | ai play-off |
|  | 8.   | Royal Spirou Monceau Baulet Féminin | 32  | 22 | 5  | 17 | 1309 | 1670 | -361  | +12  | ai play-off |
|  | 9.   | BBC Jeugd Gentson                   | 32  | 22 | 5  | 17 | 1323 | 1639 | -316  | +4   | ai play-out |
|  | 10.  | DBC Houthalen                       | 32  | 22 | 5  | 17 | 1192 | 1564 | -372  | -16  | ai play-out |
|  | 11.  | Upkot Sparta Laarne                 | 30  | 22 | 4  | 18 | 1305 | 1696 | -391  |      | ai play-out |
|  | 12.  | KB Oostende Bredene                 | 28  | 22 | 3  | 19 | 1241 | 1814 | -573  |      | ai play-out |

Legenda:
       Campione del Belgio.
      Ammessa ai play-off.
      Ammessa ai play-out.
      Retrocessa in Landelijk 1.
  Vincitrice della Coppa del Belgio 2017
Note:
Tre punti a vittoria, uno a sconfitta.

### Risultati
|                                     | GNT    | SKW   | NAM   | HOU    | WAR    | DEE   | OST    | WIL   | LIE   | CAS    | MON    | LAA    |
| ----------------------------------- | ------ | ----- | ----- | ------ | ------ | ----- | ------ | ----- | ----- | ------ | ------ | ------ |
| BBC Jeugd Gentson                   |        | 55-64 | 59-77 | 62-49  | 62-85  | 72-67 | 80-49  | 70-85 | 78-80 | 58-96  | 63-56  | 59-69  |
| BBC Sint-Katelijne-Waver            | 77-60  |       | 73-67 | 88-56  | 71-78  | 85-68 | 90-49  | 73-57 | 81-54 | 83-99  | 66-31  | 94-55  |
| Belfius Namur Capitale              | 86-42  | 60-46 |       | 80-48  | 51-82  | 72-51 | 79-52  | 58-73 | 56-41 | 46-83  | 78-61  | 91-62  |
| DBC Houthalen                       | 57-47  | 52-62 | 45-64 |        | 53-79  | 61-65 | 58-50  | 55-82 | 55-52 | 53-70  | 61-70  | 57-44  |
| Declercq Stortbeton Waregem         | 101-44 | 88-66 | 67-60 | 86-64  |        | 84-53 | 105-48 | 72-58 | 63-65 | 66-77  | 103-68 | 86-51  |
| Dynamite Deerlijk                   | 67-55  | 56-71 | 55-62 | 73-55  | 62-91  |       | 64-61  | 69-87 | 77-88 | 46-108 | 92-75  | 70-58  |
| KB Oostende Bredene                 | 76-68  | 38-99 | 56-84 | 74-60  | 53-103 | 68-76 |        | 49-86 | 31-66 | 60-98  | 72-66  | 67-70  |
| Kangoeroes Basket Willebroek        | 84-69  | 66-65 | 73-48 | 77-33  | 55-75  | 97-74 | 109-61 |       | 75-64 | 49-126 | 77-61  | 92-53  |
| Liège Panthers                      | 74-48  | 47-62 | 39-61 | 78-45  | 77-83  | 81-65 | 75-44  | 45-71 |       | 41-75  | 73-55  | 62-56  |
| Mithra Castors Braine               | 103-40 | 72-64 | 77-31 | 132-44 | 101-72 | 71-61 | 117-57 | 79-42 | 84-58 |        | 123-52 | 127-39 |
| Royal Spirou Monceau Baulet Féminin | 76-70  | 53-83 | 50-57 | 64-60  | 50-77  | 59-66 | 85-61  | 65-77 | 53-69 | 39-111 |        | 65-58  |
| Upkot Sparta Laarne                 | 61-62  | 39-66 | 62-72 | 65-71  | 64-79  | 63-75 | 76-65  | 89-95 | 59-67 | 39-119 | 73-55  |        |

## Play-out
Le ultime quattro squadre della stagione regolare si incontrano disputando ciascuna 6 partite tra andata e ritorno. Le partite si sono disputate tra il 25 marzo e il 29 aprile. In conclusione la classifica finale dal nono al dodicesimo posto è la seguente:

### Classifica
|  | Pos. | Squadra             | Pt. | G | V | P | PtF | PtS | Dif. | DPsc |
|  | ---- | ------------------- | --- | - | - | - | --- | --- | ---- | ---- |
|  | 9.   | BBC Jeugd Gentson   | 18  | 6 | 4 | 2 | 393 | 365 | +28  | +10  |
|  | 10.  | Upkot Sparta Laarne | 18  | 6 | 4 | 2 | 401 | 387 | +14  | -10  |
|  | 11.  | DBC Houthalen       | 15  | 6 | 3 | 3 | 403 | 354 | +49  |      |
|  | 12.  | KB Oostende Bredene | 9   | 6 | 1 | 5 | 339 | 430 | -91  |      |

Legenda:
      Retrocessa in Landelijk 1.
Note:
Quattro punti a vittoria, uno a sconfitta.

### Risultati
|                     | GNT   | HOU   | OST   | LAA   |
| ------------------- | ----- | ----- | ----- | ----- |
| BBC Jeugd Gentson   |       | 43-72 | 72-56 | 62-63 |
| DBC Houthalen       | 53-65 |       | 89-48 | 69-61 |
| KB Oostende Bredene | 52-71 | 66-61 |       | 52-55 |
| Upkot Sparta Laarne | 69-80 | 71-59 | 82-65 |       |

## Play-off
|  | Quarti di finale | Quarti di finale       | Quarti di finale      |                       |                      | Semifinali            | Semifinali | Semifinali |  |  | Finale | Finale                | Finale |
|  |                  |                        |                       |                       |                      |                       |            |            |  |  |        |                       |        |
|  | 1                | Mithra Castors Braine  | 2                     |                       |                      |                       |            |            |  |  |        |                       |        |
|  | 8                | Spirou Monceau Baulet  | 0                     |                       |                      |                       |            |            |  |  |        |                       |        |
|  | 8                | Spirou Monceau Baulet  | 0                     |                       | 1                    | Mithra Castors Braine | 2          |            |  |  |        |                       |        |
|  |                  |                        |                       |                       | 1                    | Mithra Castors Braine | 2          |            |  |  |        |                       |        |
|  |                  | 4                      | Sint-Katelijne-Waver  | 0                     |                      |                       |            |            |  |  |        |                       |        |
|  | 4                | 4                      | Sint-Katelijne-Waver  | 0                     | Sint-Katelijne-Waver | 2                     |            |            |  |  |        |                       |        |
|  | 4                |                        |                       |                       | Sint-Katelijne-Waver | 2                     |            |            |  |  |        |                       |        |
|  | 5                | Belfius Namur Capitale | 0                     |                       |                      |                       |            |            |  |  |        |                       |        |
|  |                  |                        |                       |                       |                      |                       |            |            |  |  | 1      | Mithra Castors Braine | 2      |
|  |                  |                        | 3                     | Kangoeroes Willebroek | 0                    |                       |            |            |  |  |        |                       |        |
|  | 2                | DS Waregem             | 2                     |                       |                      |                       |            |            |  |  |        |                       |        |
|  | 7                | Dynamite Deerlijk      | 0                     |                       |                      |                       |            |            |  |  |        |                       |        |
|  | 7                | Dynamite Deerlijk      | 0                     |                       | 2                    | DS Waregem            | 0          |            |  |  |        |                       |        |
|  |                  |                        |                       |                       | 2                    | DS Waregem            | 0          |            |  |  |        |                       |        |
|  |                  | 3                      | Kangoeroes Willebroek | 2                     |                      |                       |            |            |  |  |        |                       |        |
|  | 6                | 3                      | Kangoeroes Willebroek | 2                     | Liège Panthers       | 0                     |            |            |  |  |        |                       |        |
|  | 6                |                        |                       |                       | Liège Panthers       | 0                     |            |            |  |  |        |                       |        |
|  | 3                | Kangoeroes Willebroek  | 2                     |                       |                      |                       |            |            |  |  |        |                       |        |

### Quarti di finale
Gare disputate l'andata tra il 24 e il 26 marzo, il ritorno tra il 31 marzo e il 1º aprile.
| Squadra 1                | Totale    | Squadra 2              | Andata   | Ritorno |
| ------------------------ | --------- | ---------------------- | -------- | ------- |
| Liège Panthers           | 135 - 171 | Kangoeroes Willebroek  | 66 - 89  | 69 - 82 |
| Mithra Castors Braine    | 217 - 116 | Spirou Monceau Baulet  | 121 - 74 | 96 - 42 |
| DS Waregem               | 170 - 106 | Dynamite Deerlijk      | 93 - 53  | 77 - 53 |
| BBC Sint-Katelijne-Waver | 114 - 101 | Belfius Namur Capitale | 56 - 48  | 58 - 53 |

### Semifinali
Gare disputate l'andata tra l'8 aprile, il ritorno il 15 e il 17 aprile.
| Squadra 1             | Totale    | Squadra 2                | Andata  | Ritorno |
| --------------------- | --------- | ------------------------ | ------- | ------- |
| Mithra Castors Braine | 171 - 107 | BBC Sint-Katelijne-Waver | 97 - 52 | 74 - 55 |
| DS Waregem            | 154 - 167 | Kangoeroes Willebroek    | 66 - 71 | 88 - 96 |

### Finale
Si sono disputate il 22 e il 29 aprile.
| Squadra 1             | Totale    | Squadra 2             | Andata  | Ritorno  |
| --------------------- | --------- | --------------------- | ------- | -------- |
| Mithra Castors Braine | 187 - 129 | Kangoeroes Willebroek | 86 - 57 | 101 - 72 |

## Verdetti
- Campione del Belgio:  Castors Braine
Formazione:[1][2] (2) Kahleah Copper, (5) Julie Allemand, (6) Maja Miljković, (7) Antonia Delaere, (8) Celeste Trahan-Davis, (10) Merike Anderson, (11) Milka Bjelica, (12) Linda Lehtoranta, (13) Manon Grzesinski, (14) Renata Březinová,[3] (15) Annie Tarakchian, (31) Nikolina Milić. All. Ainars Zvirgzdiņš.
- Retrocesse in Landelijk 1:  DBC Houthalen e KB Oostende Bredene.
- Vincitrice Coppa del Belgio:  Castors Braine